# Хартберг (футбольный клуб)
«Ха́ртберг» (нем. Turn- und Sportverein Hartberg) — австрийский футбольный клуб из города Хартберг, выступающий в австрийской Бундеслиге. Основан 29 апреля 1946 года. Домашние матчи проводит на стадионе «Профертиль Арена Хартберг», вмещающем 4 500 зрителей.

## История клуба
Футбольный клуб «Хартберг» был основан в Австрии 29 апреля 1946 года. Впервые команда вышла в высшую лигу чемпионата Штирии в 1978 году. Во второй половине 1980-х годов «Хартберг» вышел на первые роли в Штирии, выиграв чемпионаты 1987/88 и 1989/90 годов, но уступив в переходных матчах за выход в региональную лигу. В то же время команда очень успешно выступала в Кубке Австрии: в розыгрыше 1986/87 годов она в 1/16 финала уступила «Кремсу» со счётом 2:4, за круг до этого обыграв «Винер Шпорт-Клуб» (1:0), а в розыгрыше-1988/89 дошла до четвертьфинала, лишь в серии пенальти проиграв «Аустрии» (Зальцбург).
Следующим успешным периодом стала середина 90-х годов. Выиграв в сезоне-1994/95 чемпионат Штирии, «Хартберг» дошёл до полуфинала Кубка, где уступил «Леобену», а на следующий год одержал победу в центральной зоне региональной лиги и вышел во вторую лигу. Команда заняла в дебютном сезоне 11-е место при 15 участниках, однако из-за изменения формата и сокращения числа команд в 1999 году была переведена вновь в региональную лигу.
В сезоне-2011/12 команда заняла последнее место в первой лиге, но из-за отзыва лицензии у ЛАСК получила право на стыковые матчи против ГАК (победителя центральной зоны региональной лиги) и удержалась в первой лиге. «Хартберг» выбыл в региональную лигу по итогам сезона 2014/15 годов.
Заняв второе место в Первой лиге в сезоне 2017/18, команда получила право играть в Бундеслиге. В сезоне 2019/20 команда финишировала пятой и получила право сыграть в квалификационном раунде Лиге Европы УЕФА 2020/21, где во второй стадии выбыла от польского клуба «Пяст».

## Форма

### Домашняя
| 2020/21 | 2021/22 | 2022/23 | 2023/24 | 2024/25 |

### Гостевая
| 2020/21 | 2021/22 | 2022/23 | 2023/24 | 2024/25 |

Источники:,